# National Board of Review Awards 1955
La 27ª edizione dei National Board of Review Awards si è tenuta il 20 dicembre 1955.

## Classifiche

### Migliori dieci film
- Il leone africano (The African Lion), regia di James Algar
- La nave matta di Mister Roberts (Mister Roberts), regia di John Ford e Mervyn LeRoy
- La valle dell'Eden (East of Eden), regia di Elia Kazan
- A Man Called Peter, regia di Henry Koster
- Nessuno resta solo (Not as a Stranger), regia di Stanley Kramer
- Tempo d'estate (Summertime), regia di David Lean
- Picnic, regia di Joshua Logan
- La rosa tatuata (The Rose Tattoo), regia di Daniel Mann
- Marty, vita di un timido (Marty), regia di Delbert Mann
- Giorno maledetto (Bad Day at Black Rock), regia di John Sturges

### Migliori film stranieri
- I diabolici (Les diaboliques), regia di Henri-Georges Clouzot
- Il figlio conteso (The Divided Heart), regia di Charles Crichton
- La fine dell'avventura (The End of the Affair), regia di Edward Dmytryk
- Il prigioniero (The Prisoner), regia di Peter Glenville
- Det stora äventyret, regia di Arne Sucksdorff

## Premi
- Miglior film: Marty, vita di un timido (Marty), regia di Delbert Mann
- Miglior film straniero: Il prigioniero (The Prisoner), regia di Peter Glenville
- Miglior attore: Ernest Borgnine (Marty, vita di un timido)
- Miglior attrice: Anna Magnani (La rosa tatuata)
- Miglior attore non protagonista: Charles Bickford (Nessuno resta solo)
- Miglior attrice non protagonista: Marjorie Rambeau (A Man Called Peter, The View from Pompey's Head)
- Miglior regista: William Wyler (Ore disperate)